# So Close (bài hát của Jon McLaughlin)
"So Close" là một bài hát sáng tác năm 2007 cho bộ phim của Disney Enchanted, với phần âm nhạc do nhà soạn nhạc Alan Menken sáng tác và phần lời của Stephen Schwartz. Thể hiện bởi Jon McLaughlin, bài hát được phát hành vào ngày 20 tháng 11 năm 2007 tại Hoa Kỳ như một phần của album nhạc phim Enchanted.
Bài hát này là một bản ballad hiện đại có phong cách tương phản với các bài hát xuất hiện trong các phần trước đó của bộ phim như "True Love's Kiss", "Happy Working Song" và "That's How You Know", do các nhân vật trong phim thể hiện. Khác với các bài hát này, được sáng tác có nhiều điểm giống với các bộ phim cổ điển của Disney, bài hát này "hoàn toàn chân thực" về giai điệu bởi nó diễn tả hành trình cảm xúc mà nhân vật chính Giselle đã trải qua.
Bài hát nhận được một đề cử ở lễ trao giải Oscar lần thứ 80 cho hạng mục "Bài hát gốc hay nhất", và hai bài hát "Happy Working Song" và "That's How You Know" cũng được đề cử cho giải này.

## Bối cảnh
Trong bộ phim, ca sĩ Jon McLaughlin biểu diễn bài hát trong vai một ca sĩ trong ban nhạc ở phân cảnh phòng khiêu vũ, nơi Giselle (Amy Adams) và Robert (Patrick Dempsey) nhảy điệu Valtz của nhà vua và nữ hoàng. Bài hát được viết ở nhịp 12/8, giọng E trưởng.
Bài hát thể hiện cảm xúc của cả Robert và Giselle khi họ nhảy cùng nhau và nhận ra rằng mình đang yêu. Các khía cạnh hình ảnh xung quanh của phân cảnh này có phần giống với phần nhảy của Belle và quái vật trong bài hát chính của phim Người đẹp và quái vật.
Bài hát được thể hiện trong phân cảnh gia đình/lãng mạn ở buổi biểu diễn World of Color tại Disney California Adventure Park.

## Các phiên bản
McLaughlin, người thu âm bài hát này cho bộ phim, cũng đã biểu diễn bài hát tại lễ trao giải Oscar lần thứ 80, trong một phân cảnh tái hiện buổi khiêu vũ Nhà vua và Nữ hoàng trong phim, với các vai diễn Giselle, Robert, Hoàng tử Edward và Nancy Tremaine được đảm nhiệm bởi một số vũ công trông giống họ.
Phiên bản tiếng Nga của "So Close" được đặt tên là "Так Близко (Tak Blizko)" do Aleksandr Panaiotov thể hiện.
John Barrowman hát lại bài hát này trong album "John Barrowman" của anh, cùng với Jodie Prenger. Anh dành tặng bài hát này cho cháu gái Clare của mình.
Daniel Boys đã hát lại bài hát này trong album phát hành năm 2009 của mình cũng với tựa đề So Close.